# أمير بين عبيد (فلم)
أمير بين عبيد هي دراما تاريخية صدرت عام 2007 من إخراج وكتابة وإنتاج أندريا كالين [الإنجليزية] ورواية ياسين باي لصالح بي بي إس بواسطة مؤسسة يونيتي للإنتاج (بالإنجليزية: Unity Productions Foundation). أُنتج الفلم بالتعاون مع سبارك ميديا [الإنجليزية] وبيل ديوك ميديا، وهو مبني على قصة عبد الرحمن إبراهيم سوري، أمير من غينيا اُستعبد في الولايات المتحدة وحُرر بعد 40 عامًا.

## المُلخص
استنادًا إلى سيرة ذاتية كتبها تيري ألفورد، أستاذ التاريخ في كلية مجتمع شمال فيرجينيا [الإنجليزية]، فإن فيلم "أمير بين عبيد" يسلط الضوء على دورة حياة الأمير المسلم الأفريقي الذي تحول إلى عبد أمريكي، مع تعليقات تاريخية ومدرسية على طول الطريق.
تبدأ القصة بأسر الأمير في سن السادسة والعشرين أثناء حملة عسكرية في غينيا عام 1788، ثم بيعه لتجار الرقيق، ونقله إلى أمريكا على متن سفينة العبيد من "أفريقيا إلى نيو أورليانز"، ووصوله إلى العبودية في مزرعة التبغ التي يملكها توماس فوستر في ناتشيز بولاية ميسيسيبي، ثم أربعين عامًا من العبودية حتى تحرّر في النهاية.
بدأت قصة تحريره غير المتوقعة بلقاء صدفة مع الدكتور جون كوكس، الذي ساعده والد عبد الرحمن في أفريقيا. عرض كوكس شراء عبد الرحمن من فوستر، لكنه رفض. وبعد عقدين من الزمن، استعان ويليام، ابن كوكس، بمساعدة محرر الصحيفة المحلية أندرو مارشالك في قضية عبد الرحمن. وقد لفتت المقالات التي كتبها مارشالك انتباه وزير الخارجية آنذاك هنري كلاي، الذي أقنع الرئيس جون كوينسي آدامز بإطلاق سراح عبد الرحمن. اشترى الأمير المحرر على الفور حرية زوجته إيزابيلا مقابل 200 دولار، وظل في أمريكا لمدة عام يدافع عن تحرير أطفاله التسعة الذين ما زالوا مستعبدين في مزرعة القطن التي يملكها فوستر. قام بجولة في المدن الشمالية، طالبًا من الجماعات المناهضة للعبودية والسياسيين توفير الأموال اللازمة لشراء حرية عائلته. لقد نجح في جمع ما يكفي من المال فقط لاثنين من أبنائه وعائلاتهم الذين انضموا إلى إيزابيلا في ليبيريا. عاد الأمير إلى أفريقيا، لكنه توفي قبل أن يصل إلى مملكته في فوتا جالون. وينتهي الفلم بعودة أحفاد الأمير الأحياء من جانبي المحيط الأطلسي إلى الاجتماع لأول مرة في المزرعة المشؤومة في ناتشيز، حيث يتفاعل أفراد الأسرة مع اكتشاف تراثهم الملكي والعبيد المشترك بعد ما يقرب من 200 عام من الانفصال.

## الخلفية
وقد انجذب المنتجون إلى المشروع خلال الاضطرابات ضد الإسلام التي أعقبت هجمات 11 أيلول 2001 م. وبحسب أليكس كرونيمر [الإنجليزية]، أحد المنتجين التنفيذيين في مؤسسة يونيتي للإنتاج (بالإنجليزية: Unity Productions Foundation): "فإن القصة أثارت سؤالًا حول محنة العبيد المنفصلين تمامًا عن ثقافاتهم الأصلية. في أوقات التوتر والضغط الشديد، يبحث الناس عن صلاتهم الدينية. ولكن كيف كانت الحياة الروحية للأفارقة المستعبدين؟ لا نعرف الكثير عن ذلك".
إن كون عبد الرحمن متدينًا، ومسلمًا، وأميرًا في آن واحد، يزعزع العديد من الصور النمطية، وفقاً للمخرجة أندريا كالين [الإنجليزية]، التي تركز أفلامها عمومًا على سد فجوات التواصل بين الثقافات. لا يدرك كثيرون أن ما يصل إلى 30% من العبيد الذين قدموا إلى أمريكا كانوا مسلمين. لم يدم هذا الوضع بعد الجيل الأول، لكن عاداتهم لا تزال واضحة في موسيقى البلوز وبعض أطعمة الجنوب.
قال كرونيمر: "إنها قصة عالمية. إنها جنة مفقودة. نتساءل جميعًا عما سيحدث لو فقدناها كلها. إليكم قصة شخص فقد إمبراطورية بأكملها وخرج سالمًا". عند أسره عام 1788 م، كان عبد الرحمن قائدًا لجيش يفوق جيش جورج واشنطن في بلد يفوق مساحة الولايات الأمريكية الثلاث عشرة الأصلية.
إن المكانة الاستثنائية التي يتمتع بها عبد الرحمن هي التي تجعل القصة تجسد العادي في تجربة العبودية، وفقًا لماري ماكنمارا من صحيفة لوس أنجلوس تايمز. تعليمه وشهرته القصيرة يُسهّلان رواية قصته، ومعرفة تسلسل أحداث معينة، وما دار في ذهنه. لكن كل واحد من الستة عشر مليون أفريقي الذين اختُطفوا وبِيعوا كانت له قصة مماثلة. كل أفريقي ترك وراءه عائلة، ووظيفة، وماضي، وعالمًا ينتمي إليه. كان على كل عبد أن يُخضع نفسه أو أن يموت.

## طاقام العمل

### التمثيل
- ماركوس ميتشل - عبد الرحمن
- بروس هولمز - توماس فوستر
- جون سي. بيلي - أندرو مارشالك
- دون أورسولا - إيزابيلا
- أندرو هونيكات - سامبا
- ويلسون وايت - د. جون كوتس كوكس
- ثيودور م. سنيد - ديفيد ووكر
- إيان كوبلين - عبد الرحمن الشاب
- إشعياء جونسون - الممر الأوسط

### القراءات الدرامية
- روبرت ج. ماكاي - عبد الرحمن
- راندال ليندغرين - جون كوينسي آدامز، هنري كلاي
- جون سي. بيلي - أندرو مارشالك، الرائد ستيف باور
- كيسي كاليبا - ألكسندر فالكونبريدج، جون نيوتن
- خافيير سييرا، ديفيد إي. إلفوف، روبن كوبلين، جوليوس غوير - نورثرن تور

### المعلقون
- تيري ألفورد
- كوامي أنتوني أبياه
- بيبي مور كامبل
- سلفيان ضيوف [الإنجليزية]
- ديفيد س. دراير
- أرتيموس غاي
- مايكل غوميز
- آدم هوشيلد [الإنجليزية]
- زيد شاكر

## التمويل
الفلم هو عرض تقديمي للاتحاد الوطني للبرمجة السوداء. وفّر التمويل الرئيس للفلك الصندوق الوطني للعلوم الإنسانية [الإنجليزية]، ومؤسسة البث العام، ومؤسسة الهبري الخيرية، والعديد من المساهمين الأفراد.

## الجوائز
فاز الفيلم بجائزة أفضل فيلم وثائقي في مهرجان الفيلم الأمريكي الأسود عام 2007 في لوس أنجلوس، بالإضافة إلى العديد من الجوائز الأخرى بما في ذلك الجائزة الذهبية في مهرجان الفيلم الإعلامي العالمي، وجوائز تيفا ديسي بير (TIVA DC Peer)، وجائزة سينا غولدن إيغر [الإنجليزية]، وجائزة جراند جولدي (Grand Goldie).

## البث
بُث الفيلم على المستوى الوطني على قناة بي بي إس، وكان بمثابة البداية لبرامج الشبكة بمناسبة شهر التاريخ الأسود في شباط 2008. ومنذ ذلك الحين أُعيد بث البرنامج على العديد من القنوات المحلية التابعة لشبكة بي بي إس.

## المجتمع
نسقت مؤسسة يونتي برودكشنز عروضًا في أكثر من خمسين مدينة كبرى في الولايات المتحدة، في مواقع متنوعة مثل مركز التراث هايتي في دورهام بولاية كارولينا الشمالية؛ وكنيسة الزمالة في ديترويت بولاية ميشيغان؛ وجمعية السجناء المسلمين للإصلاح في توكسون بولاية أريزونا؛ ومكتبة ناتشيز ويلكينسون العامة في ناتشيز بولاية ميسيسيبي؛ ومركز ريالطو للفنون المسرحية في أتلانتا بولاية جورجيا؛ ومركز الحرية للسكك الحديدية تحت الأرض الوطنية في سينسيناتي بولاية أوهايو.
وبدعم من منظمات مثل الرابطة الحضرية، ومهرجان الفنون الوطنية للسود، وفروع رابطة تقدّم الملونين ناكاب (NAACP)، وجامعة هوارد، ومنظمة الأمريكيين للديمقراطية الواعية، جمعت هذه العروض قادة المجتمع المدني الملتزمين بدعم الفنون وحقوق الإنسان والتنوع الثقافي.
اليوم، يُستخدم الفيلم في آلاف المجتمعات، والمدارس، والجامعات، والجماعات الدينية، والمنظمات المدنية في جميع أنحاء الولايات المتحدة، لزيادة فهم الأمريكيين للإرث الثقافي للأفارقة المستعبدين، والمسلمين في أمريكا المبكرة، والتجارة العابرة للأطلسي للرقيق، والهوية الأمريكية اليوم. وتُتاح أدلة لتسهيل مناقشة موضوعات الفيلم من خلال مشروع "الأمير بين العبيد" ومشروع "20,000 حوار".
وبمنحة كبيرة ثانية من المؤسسة الوطنية للعلوم الإنسانية، أعيد إصدار نسخة الـقرص الرقمي (DVD) من الفيلم في عام 2011 لتشمل دليل الحوارات للمجتمعات وخطط الدروس التي يمكن للمعلمين استخدامها في الفصول الدراسية، بالإضافة إلى موقع تعليمي عن الإرث الثقافي للأفارقة المستعبدين.

## روابط خارجية
- مؤسسة التعليم الوطني للعلوم الإنسانية
- الموقع الرسمي لفيلم أمير بين العبيد
- مسلم ويكي إبراهيم عبد الرحمن
- أمير بين عبيد  على قاعدة بيانات الأفلام على الإنترنت (بالإنجليزية).
- أمير بين العبيد | بي بي إس